# One Piece: Mezase! King of Belly
One Piece: Mezase! King of Belly (ONE PIECE めざせ！キングオブベリー?, Wan Pīsu: Mezase! Kingu obu Berī) è un videogioco strategico a turni uscito esclusivamente in Giappone, per Game Boy Advance, basato sul manga e anime One Piece. Il videogioco è stato prodotto e sviluppato da Banpresto.

## Modalità di gioco
Nel videogioco è possibile scegliere tra uno dei personaggi della ciurma di Cappello di Paglia per giocare in livelli in un gioco strategico. Lo scopo del gioco è quello di raggiungere i vari isolotti e sconfiggere i vari nemici per conquistare monete.

## Personaggi

### Utilizzabili
- Monkey D. Rufy
- Roronoa Zoro
- Usop
- Sanji
- TonyTony Chopper
- Nefertari Bibi

### Alleati
- Pirati di Usop
- Yosaku e Johnny
- Dori e Brogi
- Nico Robin
- Portuguese D. Ace
- Mr. 8
- Pell

### Nemici
- Albida (prima e dopo aver ingerito il frutto del diavolo Swish Swish)
- Morgan
- Kabaji
- Mohji e Richi
- Bagy
- Buchi
- Sham
- Kuro
- Pearl
- Gin
- Creek
- Pciù
- Kuroobi
- Hacchan
- Arlong
- Smoker
- Tashigi
- Goras
- El Dorago
- Joke
- Erik
- Honey Queen
- Skunk One
- Pin Joker
- Boo Jack
- Bear King
- Mr. 5
- Miss Valentine
- Mr. 3 e Miss Golden Week
- Chess
- Cromarlimo
- Wapol
- Mr. 4 e Miss Merry Christmas
- Mr. 1
- Miss Doublefinger
- Crocodile

## Accoglienza
Al momento dell'uscita, i quattro recensori della rivista Famitsū hanno dato un punteggio di 26/40.